# Geopark Papuk
Geopark Papuk je prvi hrvatski geopark koji je postao dio europske i svjetske UNESCO-ove mreže geoparkova čiji su glavni ciljevi zaštita, edukacija i održivi razvoj. Geopark je područje s izražajnom geološkom baštinom te strategijom za održivi gospodarski razvoj i promociju te baštine na dobrobit lokalne zajednice. 
U rujnu 2007. godine na sedmoj sjednici Europske Mreže Geoparkova kojoj je domaćin bio škotski park North West Highlands Papuk je postao prvi hrvatski geopark i 30. član europske mreže te član UNESCO-ove svjetske mreže geoparkova.
Europska mreža Geoparkova je utemeljena 2000. godine, a inicijalno je napravljena od teritorija 4 geoparka i to u: Francuskoj, Njemačkoj, Grčkoj i Španjolskoj. Mreža je rasla neprestano i trenutno ima 33 geoparka u 13 zemalja diljem Europe.
Dojmove očaranosti geološkim značajkama slavonskih planina najljepše je opisao naš znameniti putopisac i esejist Matko Peić („Skitnje“), koji kaže:

## Poveznice
- Park prirode Papuk
- Papuk
- Geopark
- Hrvatski nacionalni parkovi i parkovi prirode

## Vanjske poveznice
- Papuk Geopark  Arhivirana inačica izvorne stranice od 13. listopada 2019. (Wayback Machine)
- Park prirode Papuk
- Papuk Geopark  Arhivirana inačica izvorne stranice od 18. svibnja 2009. (Wayback Machine) na Europskoj mreži Geoparkova
- UNESCO svjetska mreža geoparkova